# 塩崎量子
塩崎 量子（しおざき りょうこ、1957年6月26日 ‐ ）は日本の女優。石川県出身。

## 来歴
1957年に石川県で生まれる。1974年に、テレビドラマ『あやとり』で応募総数1500人の中から陽子役として、17歳で女優デビューする。また、週刊プレイボーイの表紙モデルも担当した。1988年に芸能界を引退した。

## 主な出演作品
- あやとり - 陽子 役
- 科学戦隊ダイナマン ‐ 香織役

## 雑誌
- 週刊プレイボーイ（1978年‐1983年）